# Рузиохунов, Рахматжон
Рахматжон Рузиохунов (узб. Ro`ziohunov Rahmatjon; анг: Rakhmatjon Ruziakhunov, род. 15 апреля 1968 года, Андижан, Узбекская ССР, СССР) — старший тренер национальной сборной команды Узбекистана по боксу с 2016 года по настоящее время. Обладатель почётного звания «Заслуженный тренер Узбекистана» (2016). В 2015-2017 годах он занимал пост главного тренера женской национальной сборной по боксу.

## Биография
Рахматжон Рузиохунов родился 15 апреля 1968 года в городе Андижан, Узбекистан.  В 1994 году окончил Узбекский государственный университет физической культуры и спорта факультет «физическая культура и тренер по боксу».

### Карьера
1986-1987. - Андижан спортивная школа тренера по боксу
1990-1994. - Студент Узбекского государственного института физической культуры
1994-2000 гг. - спортивный инструктор коммерческой фирмы "Абсидиан продакшн".
2001-2015 гг. - город Ташкент, 9-я детско-юношеская спортивная школа олимпийского резерва, тренер по муай-тай
2015.- 2017 - главный тренер женской сборной Федерации бокса Узбекистана
2015-2018 - главный тренер в полупрофессиональной команде “Uzbek Tigers”
2016.- н.в. - отделение бокса Республиканской высшей школы спортивного мастерства по индивидуальной борьбе, тренер
2016 - старший тренер национальной сборной Узбекистана по боксу.
Подготовил таких знаменитых спортсменов, как бронзовый призер Рио-2016 Муроджон Ахмадалиев, олимпийский чемпион Токио-2020 Баходир Жалолов, Элнур Абдураимов, Исраил Мадраимов, Лазизбек Мулложонов, серебряный призёр Олимпийских игр (2016) Бектемира Меликузиева и другие.

## Награды
- 2016 Заслуженный тренер Республики Узбекистан